# Tineidae

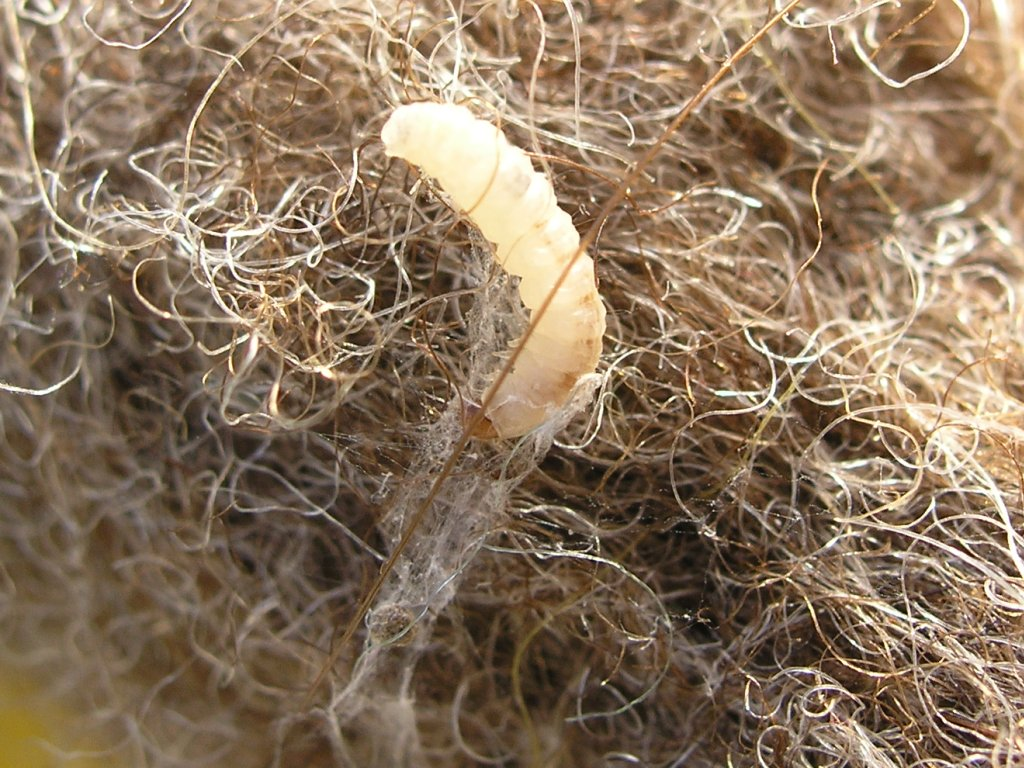
Tineola bisselliella, larva

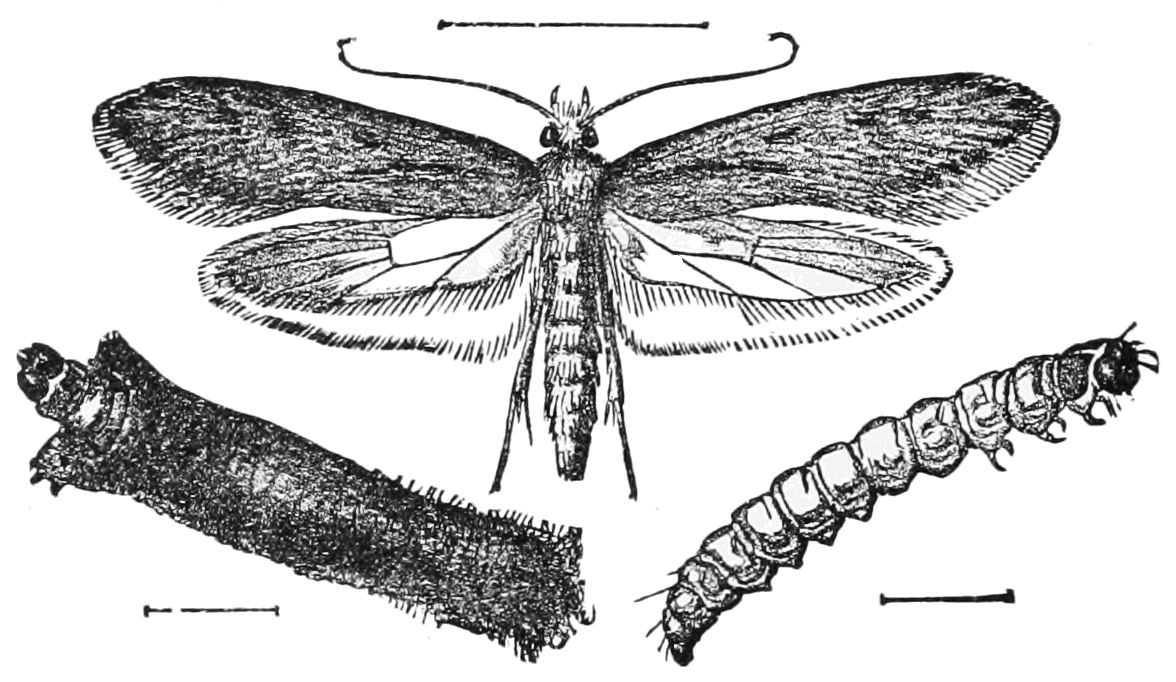
Ciclo vital: larva, larva en su refugio, adulto

Los tineidos (Tineidae), conocidos vulgarmente como polillas de la ropa, son una familia de  lepidópteros glosados del clado Ditrysia. Contiene aproximadamente tres mil especies en quince subfamilias y 320 géneros. La mayoría son de tamaño pequeño a mediano; llevan las alas plegadas sobre el abdomen en forma de tejado.
A diferencia de la mayoría de las especies de lepidópteros las larvas no se alimentan de plantas vivas, a excepción de unas pocas especies. La mayoría se alimentan de hongos, líquenes y detritos. Los miembros más conocidos de esta familia son las polillas de la ropa que están adaptadas a comer pelo y plumas y en las casas se alimentan de la lana de ropa guardada. Las especies más difundidas son Tineola bisselliella y Tinea pellionella.
Un género muy  particular es Ceratophaga cuyos miembros se alimentan exclusivamente de la queratina de cuernos y pezuñas de animales muertos e incluso del caparazón de tortugas.

## Subfamilias
- Dryadaulinae
- Erechthiinae
- Euplocaminae
- Hapsiferinae
- Harmacloninae
- Hieroxestinae
- Meessiinae
- Myrmecozelinae
- Nemapogoninae
- Perissomasticinae
- Scardiinae
- Setomorphinae
- Siloscinae
- Stathmopolitinae
- Teichobiinae
- Tineinae

### Génerosincertae sedis
- Acanthocheira
- Acritotilpha
- Afghanotinea
- Amathyntis
- Ancystrocheira
- Antigambra
- Antipolistes
- Apreta
- Archyala
- Argyrocorys
- Astrogenes
- Axiagasta
- Barymochtha
- Basanasca
- Bascantis
- Brithyceros
- Catalectis
- Catapsilothrix
- Cataxipha
- Catazetema
- Cervaria
- Chionoreas
- Clepticodes
- Colpocrita
- Compsocrita
- Cosmeombra
- Cryphiotechna
- Crypsitricha
- Cubotinea
- Cycloponympha (o en Lyonetiidae)
- Dasmophora
- Dolerothera
- Drastea (o en Acrolophidae)
- Dyotopasta
- Ecpeptamena
- Endeixis
- Endophthora
- Ephedroxena
- Episyrta
- Eriozancla
- Erysimaga
- Eschatotypa
- Eucrotala
- Eugennaea
- Euprora
- Exonomasis
- Glaucostolella
- Gourbia
- Graphidivalva
- Habrophila
- Hapalothyma
- Harmotona
- Hecatompeda
- Heloscopa (o en Oecophoridae)
- Heterostasis
- Hilaroptera
- Histiovalva
- Homalopsycha
- Homodoxus
- Hoplocentra
- Hyalaula
- Hypoplesia
- Leptonoma
- Lepyrotica
- Leucophasma
- Liopycnas
- Lithopsaestis
- Lysiphragma
- Lysitona
- Marmaroxena
- Melodryas
- Merunympha
- Miarotagmata
- Minicorona
- Monachoptilas
- Mythoplastis
- Nesophylacella
- Nonischnoscia
- Nothogenes
- Nyctocyrmata
- Ochetoxena
- Ogmocoma
- Orocrypsona
- Otochares
- Oxymachaeris
- Pachydyta
- Panthytarcha
- Pedaliotis
- Pelecystola
- Peristactis
- Petasactis
- Pezetaera
- Philagraulella
- Phryganeopsis
- Plaesiostola
- Plemyristis
- Polypsecta
- Probatostola
- Proboloptila
- Protagophleps
- Protaphreutis
- Prothinodes
- Psecadioides
- Pyloetis
- Randominta
- Ranohira
- Rungsiodes
- Sagephora
- Scardia
- Sciomystis
- Setiarcha
- Sphecioses
- Stryphnodes
- Syncraternis
- Syngeneta
- Syrmologa
- Taeniodictys (o en Lyonetiidae)
- Tephrosara
- Tetanostola
- Thallostoma
- Thisizima
- Thomictis
- Thyrsochares
- Tomara
- Trachyrrhopala
- Trachytyla
- Transmixta
- Trichearias
- Trierostola
- Trithamnora
- Xylesthia
- Xystrologa
- Zonochares
- Zymologa